# Puter
Puter is een bestuurslaag in het regentschap Lamongan van de provincie Oost-Java, Indonesië. Puter telt 4201 inwoners (volkstelling 2010).